# 诺瓦瓦克斯医药

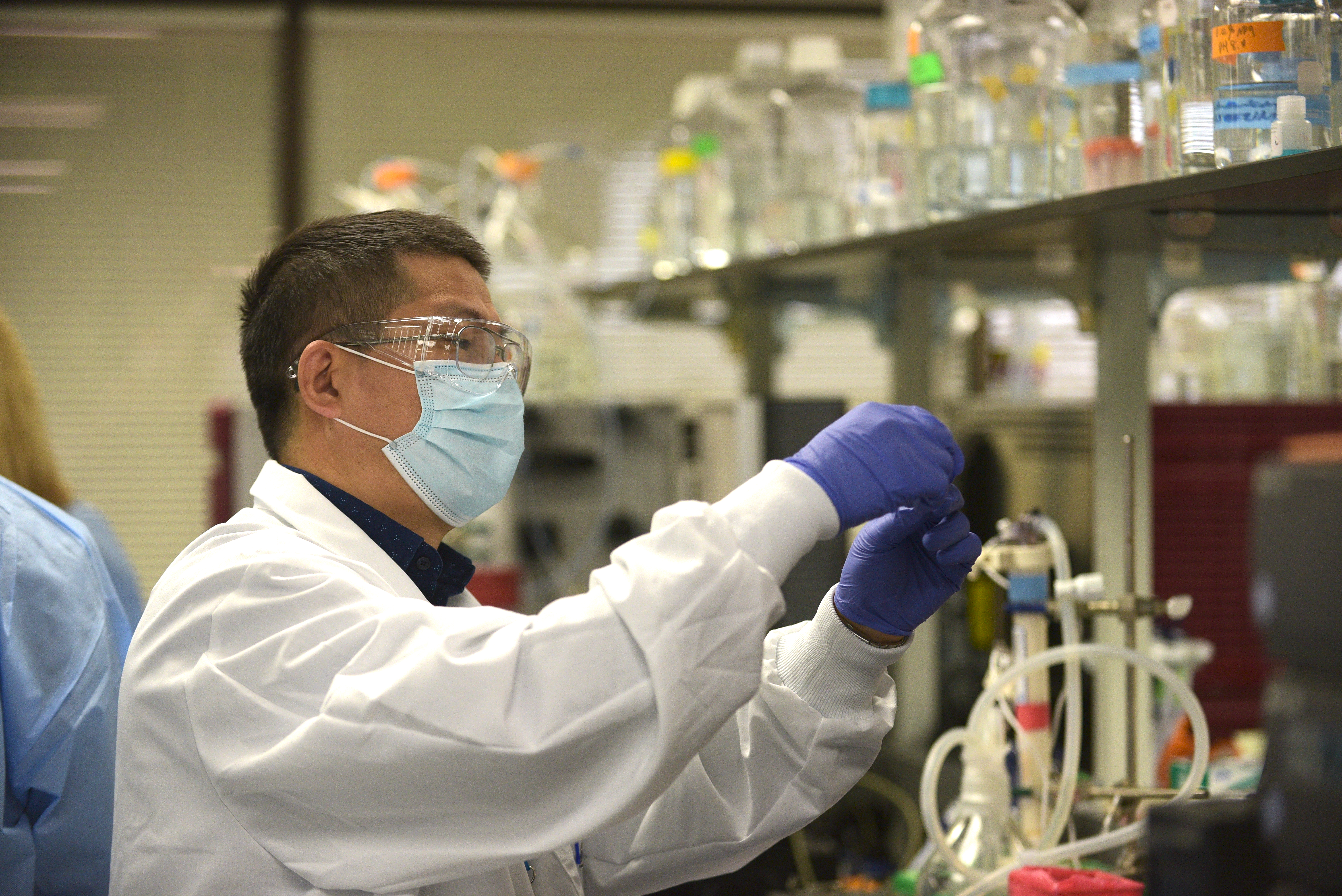
霍根州長訪問馬里蘭州蓋瑟斯堡 Firstfield Rd 21 號 Patrick Siebert 的 Novavax

諾瓦瓦克斯醫藥（Novavax）是一家美國疫苗研發公司，總部位於馬里蘭州蓋瑟斯堡，在馬里蘭州羅克維爾和瑞典烏普薩拉設有工廠。該公司研發季節性流感疫苗和2019冠狀病毒病疫苗。39°08′14″N 77°13′33″W / 39.1371167°N 77.2258056°W

## 2019冠狀病毒病疫苗NVX-CoV2373

### 開發原理
採用蛋白質次單位（protein subunit）原理製作，利用純化的病毒片段來刺激免疫反應。

### 開發進度
Novavax在2021年6月14日公布在美國與墨西哥的三期試驗結果，實驗共有2萬9960位18歲以上人參與，其中3分之2的受試者接種2劑疫苗，2劑疫苗施打時間間隔3週，其餘受試者則為對照組，共77人染疫，63人為對照組，14人為疫苗組。 
結果顯示：
對COVID-19 中度和重症的保護力為 100%（95%CI=87.0-100），整體有效性為 90.4%（95%CI=82.9-94.6），
對由原始新冠病毒（SARS-Cov-2）株引起的輕度、中度和重度症狀的保護力為 96.4%，
對英國、巴西、南非及印度等變種病毒的保護力達 93%，
對高風險族群的保護力也達 91.0%（95% CI=83.6-95.0)。

### 臨床應用
將向美國FDA提出緊急授權使用(EUA)的申請。
2022年6月17日，通過中華民國衛生福利部食品藥物管理署的COVID-19疫苗緊急使用授權(EUA)，適用18歲以上，每人打2劑（間隔3週）、每劑0.5毫升。

## 外部鏈結
- 官方網站 （页面存档备份，存于）